# Канкконен, Вейкко
Эса Вейкко Антеро Канкконен (фин. Esa Veikko Antero Kankkonen, род. 5 января 1940, Соткамо) — финский прыгун с трамплина, гольфист и бейсболист. Олимпийский чемпион 1964 года в прыжках с трамплина.

## Карьера
Вейкко Канкконен дебютировал на Олимпийских играх в двадцатилетнем возрасте. На Играх в Скво-Вэлли он выступил неудачно, заняв 40-е место из 45 участников.
Перед Олимпиадой в Инсбруке Канкконен выиграл Турне четырёх трамплинов, первенствовав на двух этапах, в том числе и на этапе в Инсбруке, где месяц спустя должны были состояться олимпийские старты. В рамках Игр финский летающий лыжник одержал победу на нормальной трамплине, опередив более чем на 3 балла норвежца Энгана. На большом трамплине они поменялись местами и Канкконен завоевал серебро, уступив норвежцу 1,8 балла. В том же году выиграл домашние Лахтинские игры, а также первенствовал в Хольменколлене, став кавалером почётной Хольменколленской медали.
В сезоне 1965/66 Канкконен второй раз в карьере завоевал титул победителя Турне четырёх трамплинов. На Олимпиаде в Гренобле был знаменосцем сборной Финляндии, но в рамках спортивной программы выступил неудачно, став 17-м на нормальном трамплине и 24-м на большом.
Помимо прыжков с трамплина Вейкко Канкконен на серьёзном уровне играл в бейсбол в составе лахтинского клуба «Maila-Veikot». Также занимался гольфом, где его лучшим достижением было четвёртое место на чемпионате страны. сын Канкконена — Ансси стал профессиональным гольфистом.